# Вулиця Дністровська (Івано-Франківськ)
Вулиця Дністровська — вулиця в Івано-Франківську, що веде від вул. Галицької до вул. Василіянок. Знаходиться на півночі центральної частини міста.

## Історія
Заснована у XVIII ст. В той час вулиця починалася від Галицької брами і вела вздовж фортеці до бастіону на місці ТЦ «Арсенал». Тут розміщувалися 22 будинки на лівій стороні (справа був рів з водою навколо фортеці).  
В XIX ст. вулицю продовжили до Заболотівської.
Тривалий час вулиця немала власного імені. Тільки після того, як у 1873 р. тут був зведений перший в місті газовий завод, вулиця отримала назву Газова. В травні 1912 нове найменування — Г. Коллонтая, співавтора першої польської та європейської конституції 1791 р.
Пізніше вулицю переіменували на нинішню Дністровську, але згодом змінена на Будьонного.
Стару назву Дністровська повернуто у 1989-му ще радянською владою.  

## Будівлі
№3. 

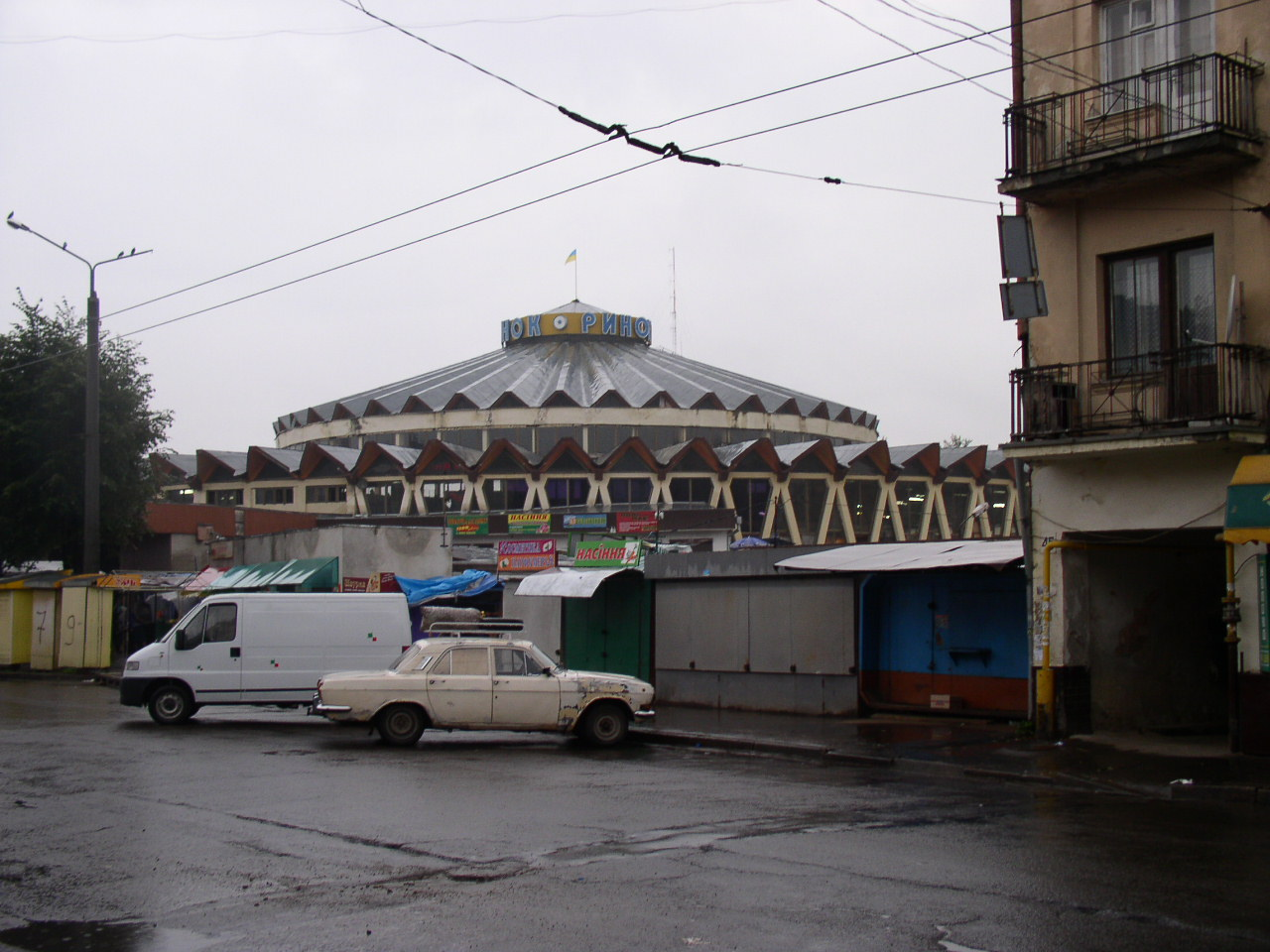
Центральний ринок

Центральний універмаг міста, (1971).
№5. 
Центральний ринок, (1985, архітектори: З. Давидюк, О. Косик).
№14.
Державне казначейство України та «Приватбанк», (1997). Раніше будівля банку «Україна».
№16.
Торговий центр  «Горизонт», (2002).
№26. 
Універсам №1 «Дністровський», (1979), перебудований в 2001 на торговий центр «Арсенал».
№28. Пам'ятка архітектури. (1911, добудована 1956)

Івано-Франківський інститут менеджменту Тернопільського національного економічного університету. Колишня жіноча державна вчительська семінарія.
№32. 
Будівля «Промінвестбанку», (1990). 

## Зображення
- Вулиці Василіянок, Тарнавського та Дністровська на stanislaw.in.ua [Архівовано 5 березня 2016 у Wayback Machine.]